# Sercan Türkeri
Muhammet Sercan Türkeri (* 8. Juli 1989 in Istanbul) ist ein türkischer Fußballspieler, der derzeit für Manisaspor spielt.

## Karriere

### Verein
Türkeri begann seine Vereinskarriere in der Jugend von Gaziosmanpaşaspor. 2007 wechselte er mit einem Profivertrag versehen zum Drittligisten Eyüpspor. Hier spielte er insgesamt fünf Spielzeiten und kam während dieser Zeit als Ergänzungsspieler zu regelmäßigen Einsätzen. 
Zum Sommer wechselte er zum türkischen Zweitligisten Boluspor und spielte in seiner ersten Saison in 19 Ligabegegnungen. In seiner zweiten Saison wurde er als Leihspieler an den Ligakonkurrenten Karşıyaka SK ausgeliehen. Mit Ablauf seines Ausleihvertrags kehrte Türkeri zu Boluspor zurück.
Im Sommer 2014 wechselte er zum Aufsteiger Alanyaspor. Nach zwölf Meisterschaftseinsätzen und einem Tor wechselte er im Januar 2015 zum Ligakonkurrenten Manisaspor.
Zur Saison 2017/18 wurde er vom Istanbuler Drittligisten Pendikspor verpflichtet.

### Nationalmannschaft
Türkeri durchlief ab der türkischen U-16 die meisten nachfolgenden Altersstufen der türkischen Juniorennationalmannschaften.